# Acquarica del Capo
Acquarica del Capo es una localidad italiana de la provincia de Lecce, región de Puglia, con 4.928 habitantes.

Ubicación de la ciudad de Acquarica del Capo dentro de la provincia de Lecce.

## Evolución demográfica
| Gráfica de evolución demográfica de Acquarica del Capo entre 1861 y 2001 |
|                                                                          |
| Fuente ISTAT - elaboración gráfica de Wikipedia                          |

## Personalidades
- Franco Simone